# Ernest Ebongué
Ernest Ebongué (Yaundé, Camerún, 15 de mayo de 1962) es un exfutbolista de Camerún que jugaba en la posición de delantero.

## Carrera

### Club
| Periodo   | Club              |
| --------- | ----------------- |
| 1980-1986 | Tonnerre Yaoundé  |
| 1986-1987 | AS Béziers        |
| 1987-1988 | USF Fécamp        |
| 1988-1989 | Vitoria Guimarães |
| 1989-1992 | Varzim SC         |
| 1992–1993 | CD Aves           |
| 1993–1994 | SC Lamego         |
| 1994–1996 | Persma Manado     |
| 1996–1997 | Pupuk Kaltim      |
| 1997–1998 | ASK Kottingbrunn  |

### Selección nacional
Jugó para Camerún en 45 ocasiones de 1981 a 1993 y anotó nueve goles; participó en la Copa Mundial de Fútbol de 1982, los Juegos Olímpicos de Los Ángeles 1984 y en cinco apariciones en la Copa Africana de Naciones donde fue campeón en la edición de 1984.

## Logros

### Club
- Primera División de Camerún (3): 1981, 1983, 1984
- Division d'Honneur Normandie (1): 1987/88
- Supercopa de Portugal (1): 1988

### Selección nacional
- Copa Africana de Naciones (1): 1984